# Utnapiștim
Uta-napiștim sau Utnapiștim este un personaj din Epopeea lui Ghilgameș, care este însărcinat de Enki (Ea) să-și abandoneze bunurile sale lumești și să construiască o navă gigantică care să fie numită Păstrătoarea Vieții. El a fost, de asemenea, însărcinat să-și aducă acolo soția, familia și rudele sale, meșterii satului, pui de animale și semințe. Inundațiile care au avut loc au ucis toate animalele și toți oamenii care nu se aflau pe corabie și se crede că au inspirat povestea Arcei lui Noe. După douăsprezece zile pe apă, Utnapiștim a deschis trapa corabiei pentru a privi în jur și a văzut pantele Muntelui Nisir, unde a poposit șapte zile. În cea de-a șaptea zi, el a trimis un porumbel pentru a vedea dacă apele s-au retras, iar porumbelul nu a găsit nimic altceva decât apă, așa că s-a întors. Apoi a trimis o rândunică și aceasta s-a reîntors, negăsind nimic. În cele din urmă, Utnapiștim a trimis un corb, iar corbul a văzut că apele s-au retras, așa că a zburat în cerc și nu s-a mai întors. Utnapiștim a eliberat apoi toate animalele și a făcut un sacrificiu zeilor. Zeii au venit și pentru că el a păstrat sămânța omului, rămânând loial și având încredere în zei, Utnapiștim și soția sa au dobândit nemurirea, precum și un loc printre zeii cerești.

## Rolul său în epopee
În Epopee, copleșit de moartea prietenului său Enkidu, eroul Ghilgameș realizează o serie de călătorii pentru a-l căuta pe strămoșul său Utnapiștim (Xisouthros), care locuia la gura râurilor și dobândise viața veșnică. Utnapiștim îl sfătuiește pe Ghilgameș să renunțe la căutarea nemuririi, dar îi spune despre o plantă care îl poate face să fie iarăși tânăr. Ghilgameș găsește planta pe fundul unui râu, dar un șarpe i-o fură, și Ghilgameș se întoarce acasă în orașul Uruk, abandonând speranța de a deveni nemuritor sau de redeveni tânăr.